# Afro-ázsiai nemzetek kupája
Az afro-ázsiai nemzetek kupája (angolul: Afro-Asian Cup of Nations) egy a CAF és az AFC által kiírt nemzetközi labdarúgókupa.
Az Afrikai nemzetek kupája és az Ázsia-kupa győztese találkozik.
1978-ban rendezték az első párharcot, ekkor Irán 3–0-ra legyőzte Ghánát, de a visszavágó elmaradt az iráni politikai események miatt. Az 1989-es, az 1997 és a 2005-ös kiírás elmaradt.
A kupa befejezéséről döntött az afrikai szövetség 2000. július 30-án, miután kiderült, hogy az Ázsiai-szövetség Németországot támogatta, Dél-Afrikával szemben a 2006-os labdarúgó-világbajnokság rendezőjének kiválasztásában. Ennek ellenére 2005-ben a folytatás mellett döntöttek egy Tunézia–Japán mérkőzéssel, de végül az esemény törölve lett. A legutolsó esemény 2007-ben volt.

## Eredmények
| Év             | Rendező                                |                           | Győztes            | Eredmény           | 2. helyezett |
| 1978           | Irán · Ghána                           | Törölve                   | Törölve            | Törölve            |              |
| 1985 Részletek | Kamerun · Szaúd-Arábia                 | · Kamerun                 | 4 – 1 1 – 2 5 - 3  | · Szaúd-Arábia     |              |
| 1987 Részletek | Katar                                  | · Dél-Korea               | 0 – 0 (4 – 3 b.u.) | · Egyiptom         |              |
| 1991 Részletek | Irán · Algéria                         | · Algéria                 | 1 – 2 1 – 0 2 - 2  | · Irán             |              |
| 1993 Részletek | Japán                                  | · Japán                   | 1 – 0 (h.u.)       | · Elefántcsontpart |              |
| 1995 Részletek | Üzbegisztán · Nigéria                  | · Nigéria                 | 3 – 2 1 – 0 4 - 2  | · Üzbegisztán      |              |
| 1997 Részletek | Dél-afrikai Köztársaság · Szaúd-Arábia | · Dél-afrikai Köztársaság | 1 – 0 0 – 0 1 - 0  | · Szaúd-Arábia     |              |
| 2007 Részletek | Japán                                  | · Japán                   | 4 – 1              | · Egyiptom         |              |

1. ↑  Irán – Ghána 3 - 0, visszavágó törölve.
2. ↑  későbbː 1988.
3. ↑  később: 1999.

- b.u. – hosszabbítás után
- b.u. – büntetők után

## Ranglista
| Ország                  | 1.             | 2.             |
| ----------------------- | -------------- | -------------- |
| Japán                   | 2 (1993, 2007) | -              |
| Kamerun                 | 1 (1985)       | -              |
| Dél-Korea               | 1 (1987)       | -              |
| Algéria                 | 1 (1991)       | -              |
| Nigéria                 | 1 (1995)       | -              |
| Dél-afrikai Köztársaság | 1 (1997)       | -              |
| Szaúd-Arábia            | -              | 2 (1985, 1997) |
| Egyiptom                | -              | 2 (1987, 2007) |
| Irán                    | -              | 1 (1991)       |
| Elefántcsontpart        | -              | 1 (1993)       |
| Üzbegisztán             | -              | 1 (1995)       |